# Тони Трабърт
Марион Антъни Трабърт (на английски: Marion Anthony Trabert) е американски тенисист. 

## Биография
Марион Антъни Трабърт е роден на 16 август 1930 г. в Синсинати, Охайо, играе тенис на клей кортове в местния обществен парк. Той спечели първото си състезание на 11-годишна възраст.
Тони Трабърт почива на 90 години в дома си в Понте Ведра Бийч, Флорида, на 3 февруари 2021 г.

## Кариера
Тони Трабърт е класиран като аматьор номер 1 в света от много източници през 1953 г., от Нед Потър и „Ню Йорк Таймс“ през 1954 г. и от Ланс Тингей и Нед Потър през 1955 г. Той е носител на десет титли от Големия шлем – пет на сингъл и пет на двойки. Печели два пъти френския шампионат на сингъл, два пъти шампионата на САЩ за мъже на сингъл и един път Уимбълдън на сингъл.[3] Докато Майкъл Ченг не спечели Откритото първенство на Франция през 1989 г., Трабърт беше последният американец, вдигнал шампионския трофей. Той става професионалист през есента на 1955 г., печели френския професионален шампионат на Ролан Гарос през 1956 г. и 1959 г.
През 1970 г. Тони Трабърт е въведен в Международната зала на славата на тениса в Нюпорт, Роуд Айлънд.

## Кариерна статистика

#### Титлили на сингъл на турнири отГолям шлем(5)
| година | турнир      | съперник      | резултат                   |
| ------ | ----------- | ------------- | -------------------------- |
| 1953   | ОП САЩ      | Вик Сейшас    | 6 – 3, 6 – 2, 6 – 3        |
| 1954   | Ролан Гарос | Артър Ларсен  | 6 – 4, 7 – 5, 6 – 1        |
| 1955   | Ролан Гарос | Свен Давидсон | 2 – 6, 6 – 1, 6 – 4, 6 – 2 |
| 1955   | Уимбълдън   | Курт Нилсен   | 6 – 3, 7 – 5, 6 – 1        |
| 1955   | ОП САЩ      | Кен Розуол    | 9 – 7, 6 – 3, 6 – 3        |

#### Титли на двойки отГолям шлем(5)
| година | турнир       | партньор    | съперник                           | резултат                          |
| ------ | ------------ | ----------- | ---------------------------------- | --------------------------------- |
| 1950   | Ролан Гарос  | Бил Талбърт | Ярослав Дробни Ерик Стърджис       | 6 – 2, 1 – 6, 10 – 8, 6 – 2       |
| 1954   | Ролан Гарос  | Вик Сейшас  | Лю Хоуд Кен Розуол                 | 6 – 4, 6 – 2, 6 – 1               |
| 1954   | ОП САЩ       | Вик Сейшас  | Лю Хоуд Кен Розуол                 | 3 – 6, 6 – 4, 8 – 6, 6 – 3        |
| 1955   | ОП Австралия | Вик Сейшас  | Лю Хоуд Кен Розуол                 | 6 – 3, 6 – 2, 2 – 6, 3 – 6, 6 – 1 |
| 1955   | Ролан Гарос  | Вик Сейшас  | Никола Пиетранджели Орландо Сирола | 6 – 1, 4 – 6, 6 – 2, 6 – 4        |

#### Финали на двойки отГолям шлем(1)
| година | турнир    | партньор   | съперник                 | резултат                   |
| ------ | --------- | ---------- | ------------------------ | -------------------------- |
| 1954   | Уимбълдън | Вик Сейшас | Рекс Хартуиг Мервин Роуз | 4 – 6, 4 – 6, 6 – 3, 4 – 6 |